# Wellin
Wellin (en való Welin) és un municipi belga de la província de Luxemburg a la regió valona. Limita amb Beauraing, Daverdisse, Libin, Rochefort i Tellin.

## Localitats
Comprèn les viles de Barzin, Chanly, Fays-Famenne, Froidlieu, Halma, Lomprez, Neupont i Sohier.

## Agermanaments
- Fort-Mahon-Plage